# Маастрихт/Ахен (аэропорт)
Аэропорт Маастрихт-Ахен (ИАТА: MST, ИКАО: EHBK) (нидерл. Luchthaven Maastricht-Aken) — региональный аэропорт, расположенный в городе Бек, Лимбург, Нидерланды, в 9,3 км к северо-востоку от Маастрихта, и в 28 км к северо-западу от Ахена, Германия. Является вторым по величине хабом для грузовых рейсов в Нидерландах. По состоянию на 2016 год пропускная способность аэропорта составляла 176 000 пассажиров, а грузооборот — 60 000 тонн.
В аэропорту также расположен Маастрихтский диспетчерский центр Европейской организации по безопасности воздушной навигации.

## История

### До Второй мировой войны
Планы строительства аэропорта в южном Лимбурге появились в 1919 году, и рассматривались различные места строительства. Годы споров между различными муниципалитетами по поводу местоположения и финансирования аэропорта задержали его строительство. В июле 1939 года правительство провинции Лимбург согласилось профинансировать, однако начало Второй мировой войны привело к свертыванию проекта.

### Военный аэродром

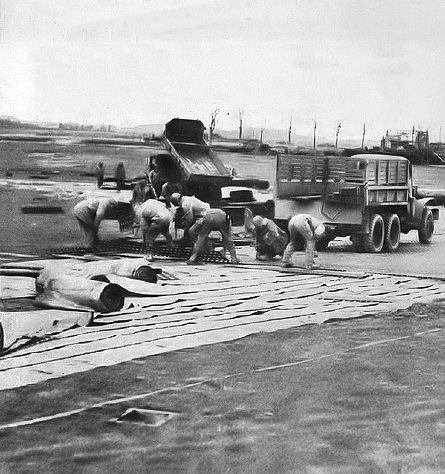
IX инженерное командование строит новую взлетно-посадочную полосу.

После высадки союзников в Нормандии 9-й воздушной армии ВВС Армии США, в частности 9-му инженерному командованию, было поручено построить временные аэродромы вблизи линии фронта. Район вокруг Маастрихта был освобожден в 1944 году. В октябре 1944 года передовой штаб XIX тактического авиационного командования, а также 84-й и 303-й истребительные авиаполки были переброшены в Маастрихт, чтобы не отставать от 9-й армии.
Из-за близости к новой штаб-квартире было принято решение о создании временного аэродрома между городами Бек, Гёлле и Улестратен. Несколько садов, пострадавших в танковом бою, были конфискованы и расчищены. Строительный мусор из близлежащего города Гелен, подвергшегося непреднамеренной бомбардировке в 1942 году, использовался для выравнивания территории.
Взлетно-посадочная полоса имела длину 1696 м и была укреплена перфорированными стальными листами.
Аэродром был построен менее чем за 2 месяца и введен в эксплуатацию 22 марта 1945 г., он получил обозначение Y-44.
Первым подразделением, которое базировалось в полевых условиях, была 31-я тактическая разведывательная эскадрилья, летавшая на разведывательной версии P-51 Mustang. Часть прибыла на аэропорт 22 марта 1945 года.
Поскольку нацистская Германия быстро рушилась, к тому времени, когда аэродром был готово, фронт уже был глубоко в Германии, и с Y-44 не производилось никаких прямых боевых вылетов. 31-я эскадрилья была переведена на аэродром Y-80 недалеко от Висбадена 19 апреля 1945 года.
Подразделения, базирующиеся на аэродроме:
- 31-я тактическая разведывательная эскадрилья, P-51 Mustang (22 марта 1945 г.[9] — 19 апреля 1945 г.[10])
- 39-я фоторазведывательная эскадрилья, P-38 Lightning (2 апреля 1945 г.[10] — 20 апреля 1945 г.[10])
- 67-я тактическая разведывательная группа
  - 155-я фоторазведывательная эскадрилья, F-3 (4 апреля 1945 г.[10] — 10 июля 1945 г.[11][12])
- 387-я бомбардировочная группа
  - 556, 557, 558 и 559-я эскадрильи, B-26 Marauder (4 мая 1945 г.[13] — 30 мая 1945 г.[13])

### После Второй мировой войны
Управление аэродромом Бек, было передано правительству Нидерландов 1 августа 1945 года. Было решено оставить его работать, а не возобновлять довоенные дебаты о местонахождении аэропорта в районе Маастрихта. Первый гражданский самолет приземлился 26 сентября 1945 года и эксплуатировался государственной службой Regeeringsvliegdienst для перевозки правительственных чиновников, потому что в результате войны многие автомобильные и железные дороги были сильно повреждены. Служба использовала шесть самолётов de Havilland Dragon Rapide, предоставленных британским правительством.
В 1946 году служба была передана KLM и переведена на DC-3 Dakota. Однако по мере того, как ремонт голландской инфраструктуры продвигался вперед, спрос на авиаперевозки упал, и в 1949 году они были прекращены. Первый терминал аэропорта был построен в 1947 году. Взлетно-посадочная полоса была заасфальтирована в 1949 году, а вторая взлетно-посадочная полоса с твердым покрытием была построена в 1950 году. В 1951 году соглашение между аэропортом и ВВС Нидерландов позволило быстро расширить объекты инфраструктуры. Взлетно-посадочная полоса 04/22 была удлинена до 1850 м, а в 1960 году было установлено постоянное освещение.

### 1950-е и 1960-е годы
В конце 1950-х - начале 1960-х годов в аэропорту значительно выросло количество пассажирских рейсов. В число перевозчиков входили KLM, Airnautical, Skytours, Euravia, Tradair и Transair. Аэропорт также использовался в качестве промежуточной остановки для рейсов из Лондона и Манчестера в Швейцарию, Австрию, Италию и Югославию. Базирующаяся в аэропорту местная авиакомпания Limburg Airways заключила контракт с International Herald Tribune на распространение европейского издания газеты, которое печаталось в Париже. в 1962 Limburg Airways была выкуплена компанией Martin's Air Charter.
Рекламная кампания голландского совета по туризму для близлежащего города Валкенбюрг-ан-де-Гёл, направленная на британских туристов, оказалась очень успешной и привлекла услуги авиакомпаний Invicta Airlines, Britannia и Channel Airways.
Рынок внутренних перевозок также вырос, и недавно созданная компания NLM CityHopper начала выполнять рейсы между Маастрихтом и амстердамским Схипхолом в 1966 году. Рейсы продолжались и после того, как KLM приобрела NLM в 1992 году, и продлились до 2008 года. К моменту их отмены KLM оставалась последней авиакомпанией, выполнявшей внутренние рейсы в Нидерландах.
Система ILS, позволяющая приземляться в плохую погоду, была построена в 1967 году для взлетно-посадочной полосы 22.

### 1970-е годы
В 1973 году аэропорт был снова расширен для приема более крупных самолетов. Основная взлетно-посадочная полоса была удлинена до 2500 м, расширены рулежные дорожки и увеличены перроны. Это в основном компенсировало негативные последствия для авиаперевозок от нефтяного кризиса 1973 года, пассажиропоток остался прежним, а объём грузовых перевозок увеличился.
В аэропорту построен международный центр управления воздушным движением Евроконтроля. Он начал свою работу 1 марта 1972 года.

### 1980-е годы
Примерно в 1980 году аэропорт изменил свое название на «Аэропорт Маастрихт». В 1983 году старый пассажирский терминал и диспетчерская вышка были заменены новыми зданиями. Позднее новый терминал был расширен и по состоянию на 2010 год все еще используется.
14 мая 1985 года Папа Иоанн Павел II провел мессу под открытым небом для 50 000 человек в аэропорту в рамках своего визита в Нидерланды.

#### Реконструкция ВПП
Принятый в 1981 году план развития аэропорта включал строительство взлетно-посадочной полосы длиной 3500 м, проходящей с востока на запад, что должно было способствовать увеличению грузовых перевозок, особенно в ночное время. Новая взлетно-посадочная полоса должна была значительно уменьшить шумовое воздействие над городами Бек, Мерссен и Маастрихт. Хотя некоторые перелёты были разрешены, длина взлетно-посадочной полосы ограничивала межконтинентальные перелеты. Правительство Нидерландов первоначально утвердило планы строительства взлетно-посадочной полосы в 1985 году, однако новая взлетно-посадочная полоса означала повышенный шум над другими городами Нидерландов и частью Бельгии, из-за окончательное решение было отложено. Поскольку новая взлетно-посадочная полоса потребовала бы значительных инвестиций, она сможет стать прибыльной только в том случае, если будут разрешены ночные полеты, вокруг чего продолжались активные дебаты. Сменявшие друг друга правительства не могли прийти к окончательному решению, и в 1998 г., после примерно 25 лет дебатов и отсрочек, план был полностью отменен.

### 1990–2009 годы
В 1992 году акционером аэропорта стал бельгийский город Тонгерен. Два года спустя акционером стала торговая палата близлежащего немецкого города Ахен. Интерес Ахена к аэропорту в конечном итоге стал заметным, из-за чего в октябре 1994 года название аэропорта было изменено на «Аэропорт Маастрихт-Ахен».
В июле 2004 года 100% акций аэропорта были приобретены «OmDV», консорциумом инвестиционной компании Omniport и строительной компании Dura Vermeer, что сделало его первым полностью приватизированным аэропортом в Нидерландах.
После приватизации были сделаны значительные инвестиции в инфраструктуру аэропорта. В период с августа по октябрь 2005 г. ориентация взлетно-посадочной полосы была изменена с 04/22 на 03/21, чтобы компенсировать изменения магнитного поля Земли. Первоначально в аэропорту было две взлетно-посадочные полосы; вторая, длиной 1080 м с номером 07/25 была закрыта и снесена, чтобы освободить место для нового грузового терминала. Строительство новых объектов началось в апреле 2008 года.
7 мая 2005 г. в аэропорту приземлился самолет Air Force One с президентом США Джорджем Бушем-младшим. На следующий день Буш посетил американское кладбище в Нидерландах в соседнем Маргратене.
Система ILS для взлетно-посадочной полосы была улучшена до категории III в 2008 году, что дало возможность приземляться в условиях очень плохой видимости.

### 2010-е годы
В марте 2011 года аэропорт был сертифицирован для обслуживания самолетов Boeing 747-8, поскольку две основные авиакомпании аэропорта — Cargolux и AirBridgeCargo разместили заказы на этот самолет.
3 июля 2012 г. Ryanair объявила, что Маастрихт станет новой базой авиакомпании с декабря 2012 г, первой на территории Нидерландов, с одним Boeing 737-800, базирующимся в аэропорту, и тремя новыми маршрутами: Дублин, Лондон-Станстед и Тревизо.
В конце октября 2012 года новая голландская авиакомпания Maastricht Airlines объявила о планах разместить в аэропорту шесть самолетов Fokker 50, первоначально планировалось эксплуатировать их на рейсах в Берлин, Мюнхен и Амстердам, а в 2014 году к ним добавились Копенгаген, Париж и Саутенд. Этого не произошло, и компания объявила о банкротстве.
Также в 2013 году аэропорту помогла администрация провинции Лимбург, выделив 4,5 миллиона евро. В этот период аэропорт был очень близок к банкротству. Позже, в марте 2014 года, руководство провинции Лимбург заявило, что они не допустят его закрытия. Они также сообщили, что хотели бы выкупить аэропорт.
В декабре 2013 года представитель аэропорта подтвердил закрытие базы Ryanair с марта 2014 года, что повлекло за собой прекращение рейсов в Бергамо, Брив, Дублин, Лондон-Станстед и Малагу.
В 2017 году Corendon Dutch Airlines объявила, что летом 2018 года откроет в аэропорту базу с одним самолетом. В конце 2018 года в пассажирском терминале начались ремонтные работы. Кроме того, грузовые перевозчики, такие как Emirates SkyCargo и Saudia Cargo, начали перевозки в аэропорт, а Turkish Airlines Cargo, Silk Way Airlines и Sky Gates Airlines увеличили количество перевозок через аэропорт. Тогда же Corendon Dutch Airlines, так и Ryanair объявили о расширении количества направлений из аэропорта. Corendon Dutch Airlines даже перевела в аэропорт второй самолет в летний сезон.

## Воздушное движение
Количество авиарейсов значительно сократилось в период с 2005 по 2007 год по сравнению с предыдущими годами из-за переезда крупной голландской летной школы Nationale Luchtvaartschool. Летная школа, которая изначально базировалась в этом аэропорту, перенесла все полеты в аэропорт Эвора в Португалии. Летом 2007 года летная подготовка в аэропорту возобновилась, поскольку авиационная академия Stella переехала в помещения, ранее использовавшиеся NLS.
В 2009 г. было совершено 40 621 авиарейсов, что на 13,9% больше, чем в 2008 г. В 2008 г. было совершено 35 668 рейсов, что на 83,4% больше, чем в 2007 г. В 2007 г. было совершено 19 454 рейсов, что на 35% больше, чем в 2006 г.

## Авиакомпании и направления
Следующие авиакомпании выполняют рейсы из аэропорта Маастрихт/Ахен:

## Статистика
Данные из запроса в Викиданные.
| Год  | Пассажиропоток | Грузопоток |
| ---- | -------------- | ---------- |
| 2006 | 270,086        | 54,000     |
| 2007 | 134,579 ▼      | 58,000 ▲   |
| 2008 | 231,824 ▲      | 55,000 ▲   |
| 2009 | 135,696 ▼      | 53,000 ▼   |
| 2010 | 226,635 ▲      | 62,000 ▲   |
| 2011 | 333,910 ▲      | 65,000 ▲   |
| 2012 | 305,439 ▼      | 52,000 ▼   |
| 2013 | 429,545 ▲      | 54,000 ▲   |
| 2014 | 241,473 ▼      | 57,000 ▲   |
| 2015 | 195,180 ▼      | 57,000 ▬   |
| 2016 | 176,562 ▼      | 60,000 ▲   |
| 2017 | 167,544 ▼      | 87,000 ▲   |
| 2018 | 274,986 ▲      | 125,000 ▲  |
| 2019 | 430,030 ▲      | 109,000 ▼  |
| 2020 | 81,000 ▼       | 136,000 ▲  |
| 2021 | 98,000 ▲       | 128,000 ▼  |
| 2022 | 266,000 ▲      | 108,000 ▼  |

Источник: CBS

## Остальные характеристики
Jet Center - аэропорт Маастрихт Ахен (MAA) обеспечивает обслуживание самолетов авиации общего назначения. Jet Center работает в ангаре, расположенного на восточной стороне аэропорта.
С конца 1980-х годов компания Maas Aviation эксплуатирует в аэропорту цех по покраске самолетов. В 2017 году он удвоил свои мощности, когда  выкупил соседний ангар.
Верхний диспетчерский центр Маастрихта (MUAC) Европейской организации по безопасности воздушной навигации (ЕВРОКОНТРОЛЬ) расположен рядом с аэропортом.
Samco Aircraft Maintenance B.V. работает из ангара на восточной стороне аэропорта и поддерживает широкий спектр работ по техническому обслуживанию самолетов. Строительные работы на втором соседнем ангаре были завершены в 2018 году.
Центр авиационной компетенции (ACC) является учебным заведением для авиамехаников и находится в аэропорту.
Строительство гостиницы, примыкающей к зданию пассажирского терминала, началось в 2019 г. Гостиница GR8 открылась в 2021 г.

## Наземный транспорт

### Автомобильный
Аэропорт расположен вдоль автомагистрали A2, выезд 50. Также доступны такси в аэропорту.

### Автобусный
Между Ситтардом и Маастрихтом курсирует автобус (линия 30), которым управляет компания Arriva. Эта линия также охватывает перевозки между железнодорожным вокзалом Маастрихта и аэропортом.
KLM предлагает автобусное сообщение с аэропортом Амстердам-Схипхол. Билеты для использования этой услуги являются дополнением к авиабилету KLM.

### Велосипедный
Аэропорт расположен вдоль маршрута для скоростных велосипедных прогулок Ситтард-Маастрихт, который предназначен для привлечения большего количества людей к велоспорту.

## Метеостанция
Недалеко от аэропорта находится официальная метеостанция KNMI. Метеостанция была введена в эксплуатацию в 1906 году.

### Экстремальные погодные условия
- 25 июля 2019 года была зафиксирована температура 39,6 °C.

- 29 июня 2021 г. было зафиксировано 87,2 мм осадков.

- 25 января 1990 г. был зафиксирован порыв ветра силой 34 м/с.

- 14 февраля 1929 г. была зафиксирована температура -21,4°С.

Это официальные данные о жаре, осадках, ветре и холоде на этой метеостанции.